# Маринин, Виктор Иванович
Виктор Иванович Маринин (1923—1943) — сержант Рабоче-крестьянской Красной Армии, участник Великой Отечественной войны, Герой Советского Союза (1943).

## Биография
Родился 5 августа 1923 года в Чистополе Татарской АССР (ныне Республика Татарстан). Чуваш. После окончания девяти классов школы работал токарем на Чистопольском заводе автогаражного оборудования. В июне 1941 года был призван на службу в Рабоче-крестьянскую Красную Армию. С января 1943 года — на фронтах Великой Отечественной войны, был мотоциклистом 50-го танкового батальона 50-й танковой бригады 3-го танкового корпуса Юго-Западного фронта. Отличился во время освобождения Сталинской области Украинской ССР.
5 февраля 1943 года участвовал в освобождении Краматорска. В тот день он три раза ходил в разведку, с риском для жизни добыв и доставив командованию важные данные о противнике. 20 февраля 1943 года в бою за населённый пункт Сергеевка Славянского района подбил два немецких танка, сам был смертельно ранен, но продолжал сражаться, пока не погиб. Похоронен в Сергеевке.
Указом Президиума Верховного Совета СССР «О присвоении звания Героя Советского Союза начальствующему и рядовому составу Красной Армии» от 31 марта 1943 года за «образцовое выполнение боевых заданий командования на фронте борьбы с немецкими захватчиками и проявленные при этом отвагу и геройство» удостоен посмертно высокого звания Героя Советского Союза. Также посмертно был награждён орденом Ленина.

## Память
В честь В.И. Маринина в родном городе названа улица, установлена стела, на здании школы №1, где он учился, – мемориальная доска. .